# Sör-Gäddmaratjärnen
Sör-Gäddmaratjärnen är en sjö i Bodens kommun i Norrbotten och ingår i Alterälvens huvudavrinningsområde. Sjöns area är 0,05 kvadratkilometer och den är belägen 195 meter över havet.